# Neogobius

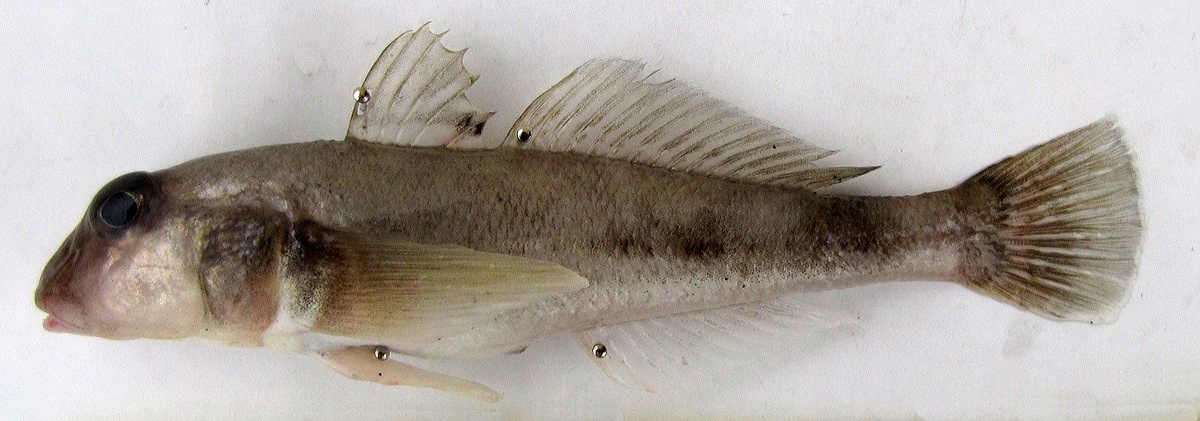
A Neogobius caspius, a halnem legnagyobb képviselője

A Neogobius a sugarasúszójú halak (Actinopterygii) osztályának sügéralakúak (Perciformes) rendjébe, ezen belül a gébfélék (Gobiidae) családjába és a Benthophilinae alcsaládjába tartozó nem.

## Előfordulásuk
A Neogobius-fajok eredeti előfordulási területe a Fekete-, az Azovi- és főleg a Kaszpi-tenger, valamint az ezekbe folyó nagy folyók, mint például a Volga, Moszkva és a Duna. Néhány faj, mint például a folyami géb az elmúlt évszázadban, nagyjából az ember segítségével, megnagyobbította az elterjedési területét, és az új élőhelyeken inváziós fajjá változott. Manapság e halnem fajai a Balatontól az Aral-tóig is megtalálhatóak. A hajók ballasztvizével, akár az észak-amerikai Nagy-tavakba is eljutottak, a feketeszájú géb képviseletével.

## Megjelenésük
A halak testhossza fajtól függően 15-34,5 centiméter között van; a legnagyobb a Neogobius caspius. Két hátúszójuk van és testüket pikkely fedi.

## Életmódjuk
Mindegyikük mérsékelt övi gébféle. A Neogobiusok fajtól függően lehetnek, csak brakkvízi, vagy mindenféle vízben élő halak. Táplálékuk rákok, férgek, puhatestűek, vagy kisebb halak is. Élettartamuk 1-5 év. Sok faj az első ívás után elpusztul.

## Szaporodásuk
Az ívási időszakuk áprilistól, akár, egyes fajok esetében, szeptemberig is eltarthat. A nőstény törmelékre vagy elhagyott csigaházba rakja le ikráit; a legtöbb fajnál a hím őrzi és gondozza az ikrákat, az ivadékok kikeléséig, utána pedig elpusztul, mint íváskor a nőstény.

## Rendszerezés
A nembe az alábbi 4 faj tartozik:
- Neogobius caspius (Eichwald, 1831)
- folyami géb (Neogobius fluviatilis) (Pallas, 1814) - típusfaj
- feketeszájú géb (Neogobius melanostomus) (Pallas, 1814)
- Neogobius pallasi (Berg, 1916)